# Somodi Ferenc (labdarúgó)
Somodi Ferenc (Budapest, 1937. szeptember 15. – Nyíregyháza, 2000. június 12.) olimpiai válogatott labdarúgó, balfedezet.

## Pályafutása

### Klubcsapatban
1959-ben igazolt az Egyetértésbe. 1962 nyarán a Debreceni VSC játékosa lett.

### A válogatottban
1964-ben egy alkalommal szerepelt az olimpiai válogatottban.

## Edzőként
1985-ben a Kisvárdai SE edzője lett.

## Statisztika

### Mérkőzése az olimpiai válogatottban
| # | Dátum             | Helyszín | Ellenfél   | Eredmény | Kiírás             | Esemény |
| - | ----------------- | -------- | ---------- | -------- | ------------------ | ------- |
|   | 1964. április 15. | Göteborg | Svédország | 2 – 2    | olimpiai selejtező |         |

Magyarázat: A felsorolt válogatott labdarúgó-mérkőzések eredményei mindig a labdarúgó (csapat) szempontjából értendők. A zöld háttér győztes, a halványpiros háttér vesztes, míg a sárga háttér döntetlennel zárult mérkőzést jelent. A fehér hátterű mérkőzések nem számítanak hivatalos felnőtt válogatott labdarúgó-mérkőzésnek.

Rövidítések: Eb – labdarúgó-Európa-bajnokság, vb – labdarúgó-világbajnokság, h. u. – hosszabbítás után.